# Разгуляй (микрорайон Перми)
 Разгуляй  — микрорайон в составе Ленинского района Перми. История микрорайона и поселений, существовавших на его территории, тесно связана с возникновением Перми в XVIII в. — здесь находится исторический центр города.

## Происхождение названия
Существуют две версии. Первая связана с тем, что здесь в конце XVIII в. находился один из первых питейных домов в Перми. Грузчики с пристаней и другой люд гуляли здесь, пропивая деньги. Другое предположение высказал протоиерей Е. А. Попов в своей книге, посвящённой Пермской епархии. По его мнению, название связано с заводским прудом, по которому чиновники в то время прогуливались на лодках.

Это название однако не имело вначале смысла какого-то безобразного гулянья (оргий). Оно произошло оттого, что тут было озеро (именно на задах губернаторского дома, или против дома Сведомского), на котором чиновники прогуливались в лодках.

## География
Микрорайон расположен в левобережной части города. Границы: ул. Пушкина, ул. 25-го Октября до реки Камы, берег Камы до крайней восточной постройки на Монастырской улице, затем по южной стороне железной дороги примерно до створа бульвара Гагарина с поворотом к Красной (Егошихинской) горе и по её подножию до створа Парковой улицы (до старого моста через Егошиху), русло Егошихи, ручей Стикс (исключая его нижнее течение до устья), ул. Клименко до ул. Пушкина.
Площадь микрорайона 1,22 км².

## История
Еще до основания Перми в устье реки Егошиха с 1647 года был известен безымянный починок из 2 дворов. В 1679 году количество дворов увеличилось до 7, а починок стал называться деревней Брюхановка по прозвищу большинства жителей. К моменту прибытия на Урал Татищева (1722 год), деревня называлась уже Егошиха (по речке). В 1723 году здесь был основан медеплавильный Егошихинский завод и этот год считается годом основания Перми. В поселке этого завода изначально было 9 домов с усадьбами. Рядом был построен деревянный острог, остатки которого находили потом при строительстве домов по улице Клименко. Уже в 1735 году здесь имелась церковь, в 1757—1764 годах был построен Петропавловский собор, первое каменное здание будущего города. У собора была площадь с конторой завода и гаупвахтой. Ниже, вдоль берега Камы на том месте, где сейчас располагается вокзал Пермь I, были торговые ряды. В 1780 году по указу Екатерины II на базе Егошихинского завода и был учрежден губернский город Пермь. В 1786 году медеплавильный завод был закрыт из-за нехватки рудного сырья, и у Петропавловского собора начал строиться первый центр города с домами губернатора, других должностных лиц и магистрата. После пожара 1842 года, когда в городе сгорело около 300 домов, центр города был перенесен на Сибирскую улицу.
Определенный толчок развитию Разгуляя дало строительство железной дороги и станции Пермь I в самом конце XIX века. Здесь были построены Главные железнодорожные мастерские, впоследствии завод им. Шпагина. В советский период истории в микрорайоне был также построен Речной вокзал и обувная фабрика. Все эти предприятия не дожили до 2020 года: завод им. Шпагина переведен в Верещагино, Речной вокзал закрыт из-за практической ликвидации пассажирского движения по Каме, вместо обувной фабрики появилось здание очередного жилого комплекса.
В микрорайоне ныне располагаются многочисленные учреждения и офисы различных компаний. Уходят под снос оставшиеся ветхие старые дома. По некоторым планам в районе сквера Татищева у запроектированного здания новой сцены театра оперы и балета должно в обозримом будущем начаться формирование нового культурного центра города.

## Улицы
Основные улицы микрорайона:
Параллельно Каме (от Камы на юг) проходят улицы Монастырская, Советская, Петропавловская, Ленина, Пермская, Екатерининская, Луначарского и Пушкина. Перпендикулярно Каме проходят (с запада на восток) улицы 25-го Октября, Горького, Николая Островского, Клименко.
В районе частной застройки у начала улицы Ленина рядом с границей Мотовилихинского района сохранились проходящие параллельно улице Ленина улочки Разгуляйская 1-я и 2-я, а также перпендикулярные улицы Суксунская, Парковая, Малая Парковая и Достоевского.

## Инфраструктура
- Железнодорожный вокзал Пермь I
- пассажирская пристань у бывшего Речного вокзала
- Следственный изолятор № 1[5]

## Образование
- Средняя школа № 28
- Пермское государственное хореографическое училище
- Пермский авиационный техникум им. Швецова[6]
- Пермский институт железнодорожного транспорта[7]
- Пермский государственный аграрно-технологический университет им. академика Д. Н. Прянишникова

## Достопримечательности
- Пермский краеведческий музей[8] в доме Мешкова
- Бывший завод им. Шпагина (ныне развиваемый культурный объект)[9]
- Сквер им. Татищева с памятником Татищеву
- Сквер купцов Грибушиных
- Сад Декабристов[10]
- Сад им. Любимова
- Набережная Камы[11]
- Петропавловский собор
- Евангелическо-Лютеранская церковь Святой Марии
- Дом Грибушина
- По улицам микрорайона проходят два популярных пеших туристических маршрута: Зелёная Линия и Красная Линия.

## Транспорт
Через микрорайон проходят многочисленные маршруты автобусов и две трамвайные ветки. Действует станция Пермь I. Речная пристань на Каме обслуживает в основном прогулочные суда и круизные теплоходы.

## Археологические находки
В 2003 году в Разгуляе случайно, в ходе строительных работ, было обнаружено поселение человека эпохи позднего палеолита.
В 2013 году Камская археологическая экспедиция ПГНИУ производила раскопки на территории Разгуляя на улице Пермской. За четыре месяца были обнаружены 208 захоронений на площади более 200 квадратных метров.
В 2021 году во время раскопок на территории Разгуляя пермская и липецкая археологические экспедиции обнаружили исторические строения: четыре флигеля и два дома, а также ледник, ямы для хранения продуктов, туалеты, колодец и оборонительные сооружения 1782 года.